# Diaspora ebraica
La Diaspora ebraica (in lingua ebraica 'Tefutzah' o 'Galut' גלות, letteralmente "esilio", "dispersione") è la dispersione del popolo ebraico avvenuta durante il Regno di Babilonia e sotto l'Impero romano. In seguito il termine assunse il significato più generale di migrazione.
È generalmente accettato che la diaspora ebraica abbia avuto inizio intorno all'VIII-VI secolo a.C., con la conquista degli antichi regni ebraici e con la deportazione di parte delle loro popolazioni da parte degli Assiri e dei Babilonesi.
Molte comunità ebraiche nel IV secolo d.C. si stabilirono poi in varie zone del Medio Oriente, in Spagna, Cina, Francia, India e crearono importanti centri di giudaismo, attivi nei secoli a venire. Le soppressioni della grande rivolta ebraica nel 70 d.C. e della rivolta di Bar Kokhba, nel 135 d.C., contribuirono notevolmente all'espansione della diaspora. Molti ebrei furono espulsi dallo Stato della Giudea, mentre altri furono venduti come schiavi.
Il termine è anche usato, in forma più spirituale, per riferirsi agli ebrei i cui antenati si sono convertiti all'ebraismo al di fuori di Israele, sebbene questi non possano essere propriamente definiti come esiliati.

Mappa della diaspora ebraica
Israele
+ 1.000.000
+ 100.000
+ 10.000
+ 1.000

     Israele
     + 1.000.000
     + 100.000
     + 10.000
     + 1.000

## Il popolo della Bibbia: gli Ebrei
Gli Ebrei erano un popolo di pastori nomadi organizzato in tribù (piccole comunità di famiglie imparentate tra loro) guidate da un patriarca. Secondo la tradizione biblica, la loro storia inizia con uno di questi patriarchi: Abramo, originario della città di Ur in Mesopotamia, il quale si diresse verso la costa mediterranea della Siria per stabilirsi verso il 1800 a.C. nella terra di Canaan, la terra promessa loro da Dio (quella terra che duemila anni dopo, nel II secolo d.C., i romani denominarono "Palestina"). Da tale terra, dopo l'epoca dei patriarchi (Abramo, Isacco e Giacobbe), essi migrano in Egitto stabilendosi pacificamente in quel paese. Cambiata la situazione politica sotto i faraoni Ramsete II e Merenptah e divenuti vittime di una persecuzione, sotto la guida di Mosè decidono di tornare nella "Terra Promessa", attraversando il deserto del Sinai. Qui Mosè dà al suo popolo una legge scritta, istituisce una casta sacerdotale (leviti) e adotta un simbolo di culto (l'Arca dell'Alleanza): da questo momento è ufficiale il culto monoteistico (come evidenziato nelle Scritture).
Verso il 1200 a.C. rioccupano la Terra di Canaan. Sotto la guida di Giosuè conquistano e distruggono totalmente prima Gerico e poi Ai, riuscendo dopo una lunga e sanguinosa lotta a riconquistare Gerusalemme sotto Re Davide. Dopo la morte di Salomone, successore di David e ultimo re della dinastia ebraica, ha inizio il periodo di decadenza del popolo ebraico. Dopo poche generazioni, infatti il regno si divide in due parti: il Regno di Israele ed il Regno di Giuda, che, in momenti diversi, cadono sotto dominazioni straniere. Comincia così fin da allora una diaspora, quando consistenti comunità giudaiche si muovono verso l'Egitto e, già dal 400-300 a.C., in altre aree del Medio Oriente e a Roma stessa.

## Dalla cattività babilonese alla grande diaspora
Questa sezione del lemma "Diaspora ebraica" fa riferimento a talune fonti non condivise secondo l'Halakhah della religione ebraica
Così divisi, i due regni vengono invasi prima dagli Assiri e successivamente dai Babilonesi nel 607 a.C. Da questo momento ha inizio la serie di eventi che porteranno alla diaspora ebraica.
La "cattività babilonese" (607-537) a.C. termina con la conquista di Babilonia da parte dei Persiani il cui re, Ciro, permette il ritorno degli ebrei nella Terra di Canaan. Ma non esiste più uno Stato ebraico e il potere viene esercitato, di fatto, dalla casta sacerdotale e dal gran sacerdote. Il crollo dell'Impero persiano, ad opera di Alessandro Magno (332), inserisce i territori dei regni ebraici nel regno ellenistico dei Tolomei d'Egitto (312): ad Alessandria si insedia una numerosa comunità ebraica nella quale si fonde, in una sintesi originale, tradizione biblica e cultura greca. Al dominio dei Tolomei segue quello dei sovrani ellenistici di Siria, i Seleucidi (198), che, con Antioco IV Epifane (174-164), tentano di ellenizzare i regni ebraici. La rivolta dei Maccabei (i tre fratelli Giuda, Gionata e Simone) mette fine al dominio seleucide (141). Ma il nuovo Stato ebraico risulta profondamente diviso da dispute religiose (sadducei, farisei, esseni, asidei) e politiche. Verso il 63 a.C. avviene l'invasione del territorio ebraico da parte dei romani; la Giudea diventa prima uno Stato vassallo dell'impero e poi una vera e propria provincia di Roma. La situazione non migliora con la dominazione romana; anzi la tragica conclusione delle due grandi rivolte ebraiche nel 70 d.C. e nel 135 d.C. di Bar Kokhba, porta ad un abbandono in massa di Israele da parte di molti ebrei. Cassio Dione (Storia romana, LXIX,14, 2) parla di 580.000 morti e di decine di migliaia di ebrei venduti come schiavi. Il Tempio (costruito da Salomone, distrutto dai Babilonesi e molti secoli dopo ricostruito) viene di nuovo e definitivamente distrutto (ne resta ancora oggi il “Muro del Pianto”); la stessa Gerusalemme, divenuta colonia romana (Aelia Capitolina) viene vietata ai figli di Israele . Ha così inizio la Grande diaspora, ovvero l'emigrazione verso il Nord Africa e l'Europa di quella parte del popolo ebreo che andò a cercare fortuna altrove. L'unico legame che rimase furono alcune comunità che resistettero in Israele fino al XX secolo e la fede religiosa.

### Integrazioni e concessioni minori
Alcune comunità di ebrei si costituiscono nell'Impero dei Parti a Babilonia, raggiungendo notevole prosperità economica, ma sotto i successori Sasanidi sono perseguitati dalla classe religiosa dei Magi. Le loro condizioni migliorano sotto gli Arabi per affinità religiosa, ma sono sempre discriminati socialmente. Dalla Mesopotamia, proprio a seguito delle persecuzioni, emigrano ancora più ad oriente in Afghanistan, India, Caucaso. Nell'Impero romano con Caracalla divengono cittadini romani (212) acquistando notevoli libertà in Asia minore, nei Balcani, nell'Africa settentrionale ed in Spagna. Tuttavia, le successive leggi restrittive di Costantino, Teodosio e Giustiniano li privano di alcuni diritti acquisiti con la cittadinanza romana.
Successivamente, nel secondo millennio, a causa dell'affermazione del cristianesimo in Europa, il popolo ebraico va incontro a maggiori problemi, infatti vengono accusati di deicidio poiché la morte di Cristo, secondo i cristiani di allora, sarebbe stata causata dal popolo ebraico. Va però detto che fino al XI secolo la convivenza tra ebrei e cristiani era per lo più pacifica e costruttiva.
L'atteggiamento della Chiesa nei loro confronti è stato fin dal principio duplice: agli ebrei vengono attribuite le colpe di miscredenza e deicidio, ma non c'è dubbio che essi sono stati prima dei cristiani il popolo eletto e che attraverso i loro profeti Dio ha dettato l'Antico Testamento, la base del Vangelo. La Chiesa è perciò favorevole alla loro progressiva emarginazione dalla vita civile, ma è contraria a sopprimere la loro libertà di culto. Il papa Gregorio Magno assicura loro la libertà di culto ed essendo considerati stranieri, viene loro riconosciuto il diritto ad una particolare protezione.
Gli ebrei, in molti luoghi, possono esercitare solo il commercio di beni usati e praticare il prestito ad interesse ai non-ebrei (che, al pari del cristianesimo, lo qualificavano usura fino all'accettazione del cosiddetto commercio di denaro). Quest'ultima è ufficialmente vietata dalla Chiesa e dall'Islam, che la permette però a chi non condivida la loro fede. Il fatto è di incalcolabile importanza: in un'epoca in cui si passa dall'economia di baratto a quella di mercato, il controllo degli investimenti e della circolazione monetaria assicura un ruolo finanziario e commerciale primario a chi lo detiene. Il prestito serve sia ai nobili e alle prime signorie, che hanno bisogno di continui finanziamenti per le guerre, sia al popolo minuto, le cui misere condizioni di vita lo costringono a ricorrere a piccoli prestiti per sopravvivere.
Agli ebrei sono concesse dagli stessi signori le condotte, autorizzazioni relative anche ai banchi di pegno attraverso i quali prestano danaro a tasso prefissato. E spesso solo in base a questa attività essi hanno diritto di residenza. Ben presto le condotte aumentano e gruppi ebraici si stabiliscono nelle grandi e piccole città come nei centri rurali.
Con l'imperatore tedesco Ludovico il pio (814-840) la protezione riconosciuta come stranieri diviene un privilegio (Tuitio regia), accordata però ai singoli soggetti, non essendo riconosciute le comunità. Nel 1103, con la tregua di Magonza, gli ebrei sono posti sotto la tutela dell'autorità insieme ai chierici, le donne ed i mercanti. È fatto loro divieto di portare armi e di possedere terre.
L'intensificarsi di una devozione popolare ubbidiente alle indicazioni della Chiesa e la crescente irritazione nei confronti del dover restituire denaro preso a prestito dagli ebrei culminano in una serie di espulsioni: dall'Inghilterra nel 1290, dalla Normandia nel 1296, dalla Francia nel 1306, nel 1394 ed alla fine del Quattrocento dai domini spagnoli, fino a sfociare anche in sanguinose persecuzioni (Pogrom), spesso istigate da infondate accuse di profanazione delle ostie e di omicidi rituali.
Il IV Concilio Lateranense (1215) stabilisce che gli ebrei devono vivere in quartieri separati (che prenderanno in Italia il nome di ghetti) con porte da aprire all'alba e chiudere al tramonto, li esclude dagli uffici pubblici ed impone loro di portare un segno di riconoscimento, consistente per gli uomini in cappelli di foggia e colore particolare (giallo o rosso) od un disco di panno sul mantello; le donne dovevano avere un velo giallo sul capo, come le prostitute. Queste disposizioni rimangono per lo più inattuate per oltre un secolo.

Con Federico II nel 1236 sono dichiarati "servi del principe" (servi camerae nostrae) e così l'espressione di schiavitù per gli ebrei, intesa dalla Chiesa in senso spirituale, diviene anche giuridica con la dipendenza personale ed economica dall'imperatore.
La peste nera che si diffonde in Europa nel 1348 è nuovo motivo di persecuzione. Gli ebrei sono infatti incolpati di diffondere la malattia avvelenando i pozzi, rimanendone essi immuni. Se la prima accusa è falsa, la seconda nasce da un'osservazione probabilmente fondata. Gli ebrei vivono già raccolti e isolati in un'unica zona della città (il ghetto) e seguono, per motivi religiosi, particolari e rigorose norme alimentari ed igieniche. È possibile quindi che, proprio grazie a questi elementi, la pestilenza non trovi terreno fertile nelle loro comunità. La calunnia, che nasce e si diffonde in Germania, provoca massacri e fughe. Nella sola Germania sono sterminate oltre 350 comunità ebraiche. Molti ebrei fuggono dal Centro Europa ed emigrano verso oriente. La Polonia dapprima li accoglie favorendone una propria cultura (yiddish), poi le autorità e la popolazione li perseguita. Le comunità superstiti tedesche si oppongono con l'opera di alcuni umanisti (Reuchlin) all'opera distruttiva del "Talmud" sollecitata dai Domenicani e dall'ebreo convertito Pfefferkorn. Lo stesso Lutero dopo averli difesi nella speranza di una loro conversione alla sua fede, li attacca sobillando contro di loro i principi protestanti. I gruppi che vivevano nella penisola iberica, con l'opera dell'Inquisizione sono perseguitati e condannati nella Spagna di Torquemada anche con torture e battesimi coatti (1492). Nel 1496 sono espulsi dal Portogallo e anche i battezzati coatti, chiamati "marranos", sono obbligati a lasciare il Paese per il Nord Africa, la Toscana e l'Olanda. Altri trovano rifugio anche nell'Italia settentrionale, in particolare nelle comunità di Venezia, Padova, Ferrara e Mantova. Il numero degli ebrei che vivono nella nostra penisola sale a circa cinquantamila su un totale di 11 milioni di italiani di quel tempo. Nel corso del Medioevo, le legislazioni relative agli ebrei in Italia sono variabili di luogo in luogo: in alcune località, come ad esempio a Forlì, potevano possedere terreni e fabbricati. Col Cinquecento, però, tale facoltà andò restringendosi ai soli fabbricati. Sempre a Forlì, si tenne, nel 1418, un importante congresso ebraico.

## Perseguitati
La popolazione ebraica più numerosa e più prospera, nell'Europa del XIV secolo, è quella spagnola, dove le comunità bene organizzate godono della protezione particolare dei sovrani di Aragona e di Castiglia.
Grazie alle condizioni favorevoli gli ebrei di Spagna annoverano fra loro una quantità di cortigiani, diplomatici, esattori delle imposte, medici, astronomi e traduttori che fanno carriera al servizio dei loro signori e d'intellettuali, ai poeti, e ai pochi che salgono in fama per le loro versioni delle opere filosofiche e scientifiche di autori arabi, facendo guadagnare ai propri connazionali il titolo di "mediatori culturali dell'Europa”.
Nel 1492 in Spagna, i re cattolici Ferdinando ed Isabella decidono di cacciare dal loro regno tutti gli ebrei che vi abitano. Furono cacciati 300.000 individui. La "nazione ebraica" resta così al bando dalle comunità cristiane per molti secoli. La politica assolutistica del XVII e del XVIII secolo verso le comunità ebraiche è di pura convenienza economica: nei principati tedeschi i vari sovrani vi cercano nuove fonti economiche mediante lotterie e monopoli. Si viene così a costituire una classe di ebrei finanzieri e banchieri creando una sorta di aristocrazia in seno ai correligionari (baroni Rothschild) che continuano a vivere di piccolo commercio, del cambio e dei pegni. Soltanto nel 1781 l'imperatore d'Austria Giuseppe II emana una patente di tolleranza - Toleranzpatent (atto legislativo che concede la libertà di religione ai gruppi non cattolici tra cui gli ebrei chiamati israeliti), mentre la Rivoluzione francese pronuncia a sua volta la piena equiparazione degli ebrei agli altri cittadini nel 1791.
La "emancipazione" degli ebrei è successivamente sancita nel corso dell'Ottocento dagli altri Stati europei, tra cui la Prussia nel 1813, il Regno di Sardegna nel 1848, il Regno d'Italia nel 1861, la Gran Bretagna nel 1866, la Germania nel 1870. In Italia, il primo ebreo presidente del Consiglio fu Alessandro Fortis (1905-1906). Nel 1906 lo sostituisce Sidney Sonnino, di madre ebraica.
Assai dura per tutto l'Ottocento resta, invece, la condizione degli ebrei in Russia, in cui l'annessione delle province polacche aveva inserito più di un milione di israeliti; l'assassinio di Alessandro II (1881) provoca sanguinosi massacri di ebrei (pogrom), favoriti dal governo, che si ripetono negli anni successivi, provocando migliaia di morti.
Con la riorganizzazione degli Stati dell'Europa su base etnica gli ebrei, senza Stato, diventano facile bersaglio della retorica nazionalista.
Il razzismo antisemita prende poi nuovo vigore dopo la grande guerra, con manifestazioni particolarmente violente in Germania, dove il nazionalismo, stimolato dalla disfatta, addossa agli ebrei ed ai socialisti la responsabilità della sconfitta, aprendo la strada alle ideologie di Hitler, che indica negli ebrei la causa di tutte le disgrazie del Paese. Gli ebrei, quindi, di nuovo, assumono il "ruolo" di capro espiatorio. Adolf Hitler, applicando sino alle estreme conseguenze i principi del nazionalismo wilsoniano, avviò a soluzione finale l'eliminazione degli ebrei.

## Oggi
Fino al 2008 esisteva ancora una piccola comunità di fede ebraica nello Yemen (280 persone). A fine febbraio 2009, 230 di essi sono stati accolti in Israele per salvarli dal probabile attacco di fondamentalisti islamici. Tutti risiedevano nel villaggio di Raida.
Oggi rimangono nel Paese arabo 50 persone, disperse nella capitale San'a.
Gli ebrei della diaspora si dividono in due principali gruppi:
- Ebrei aschenaziti, la maggioranza degli attuali ebrei nel mondo;
- Ebrei sefarditi, che erano la comunità prevalente fino agli anni '30, prima della Seconda guerra mondiale.

Si distinguono per la lingua parlata e varianti del rito ebraico e nell'interpretazione della Torah. Gli aschenaziti conservano la tradizione ebraica di scegliere il nome, in particolare del figlio maschio, fra quelli di un antenato dal lato paterno; questa consuetudine non è invece presente nella minoranza sefardita.